# Pfarrkirche Berg im Drautal

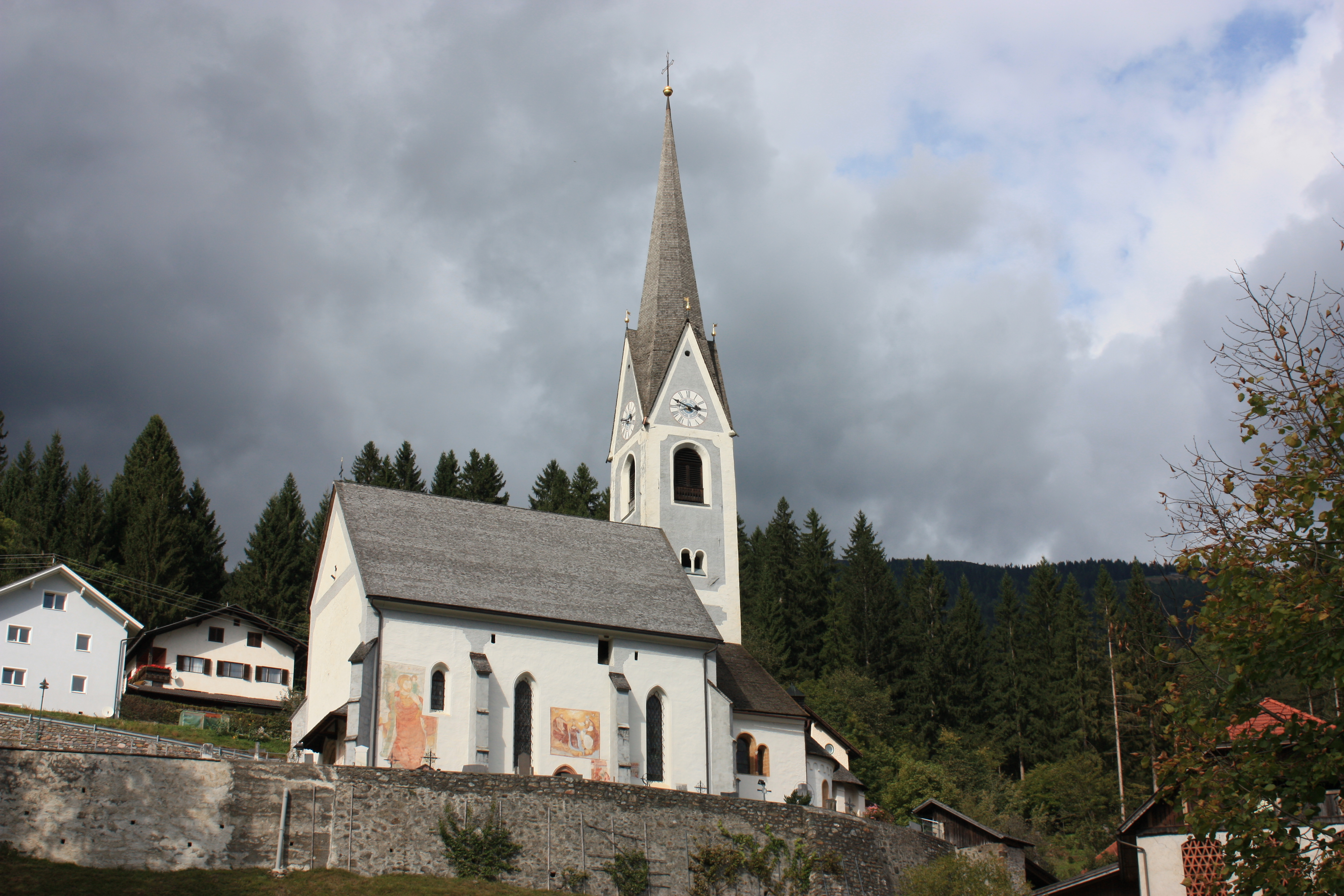
Südansicht

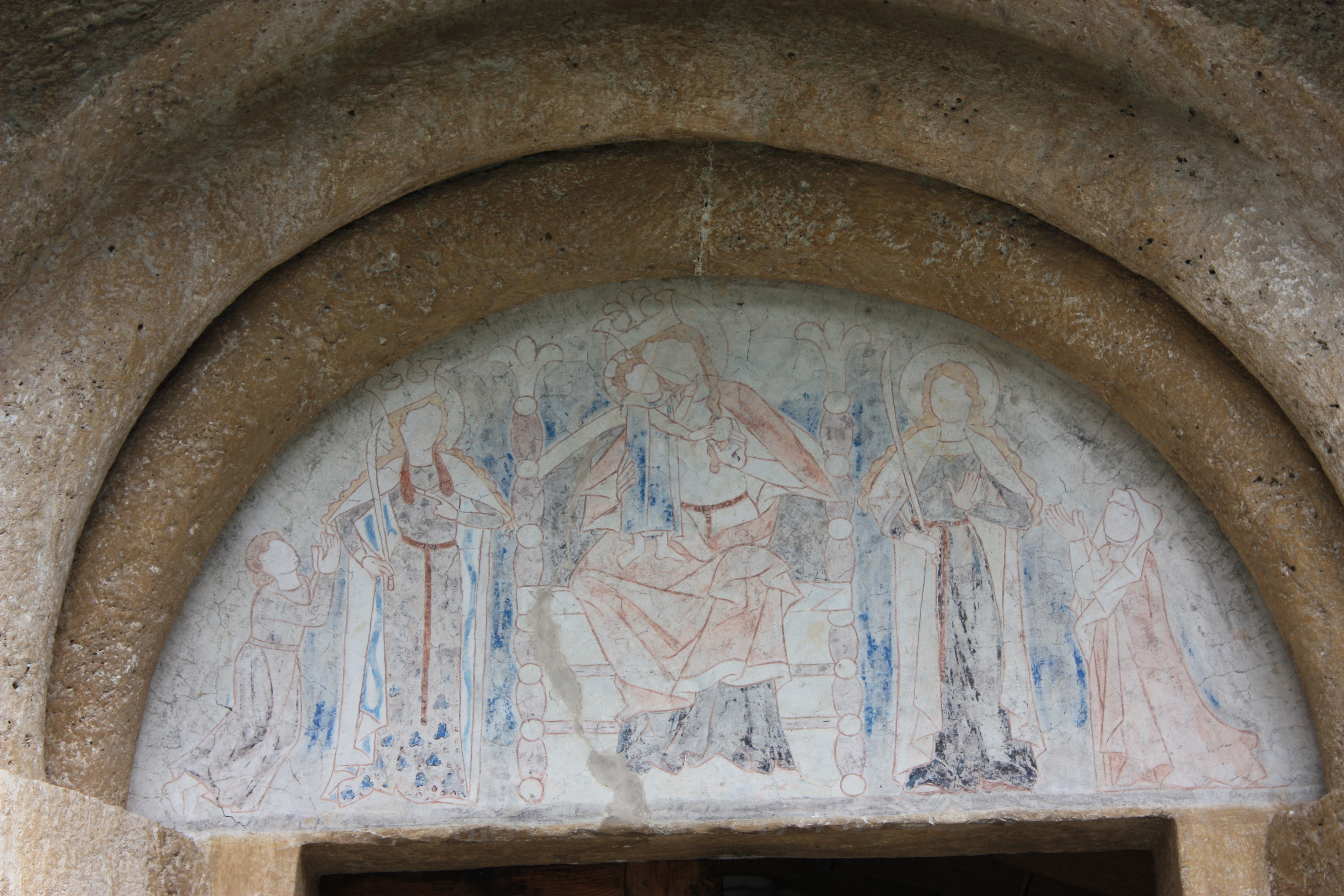
Tympanon

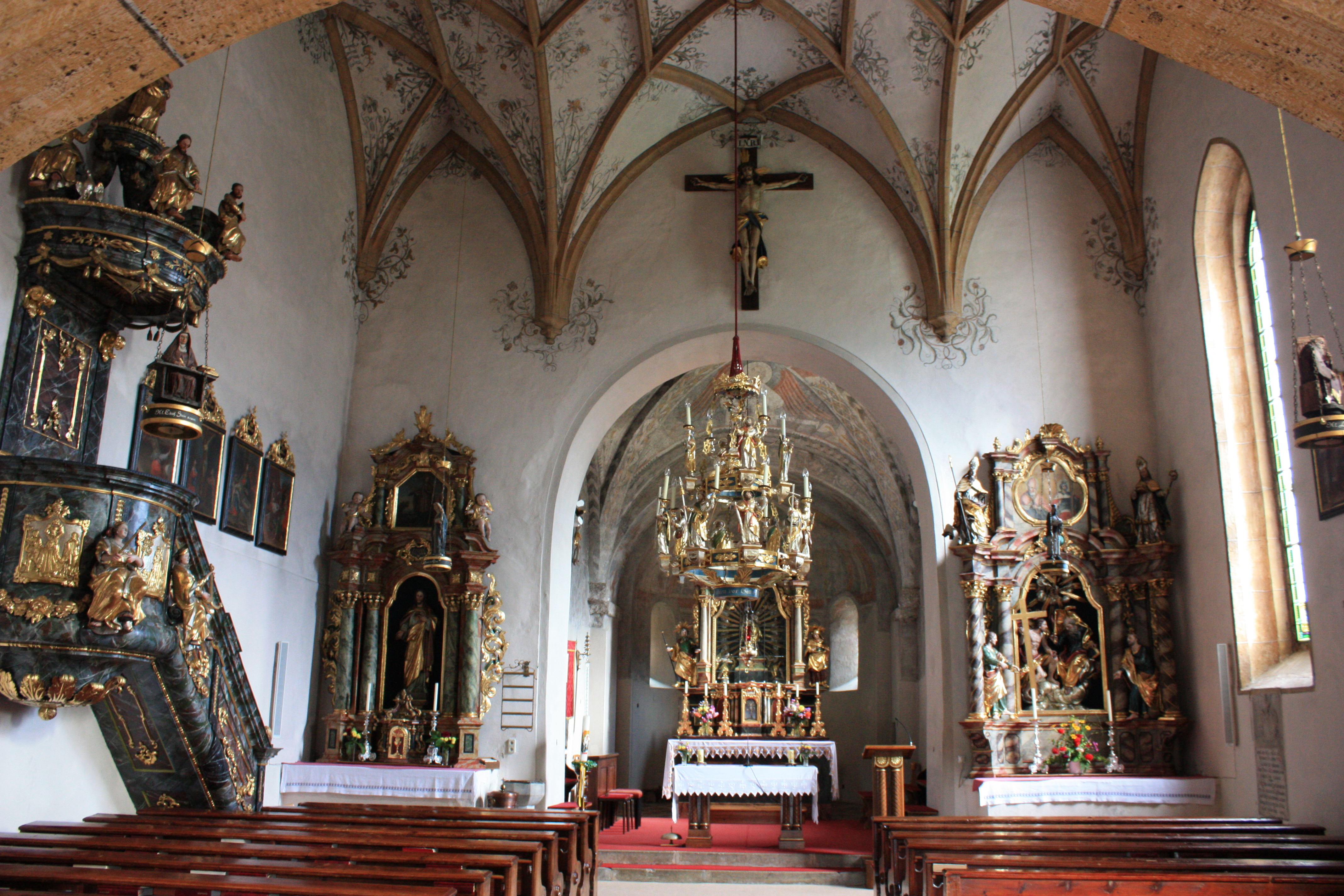
Innenansicht

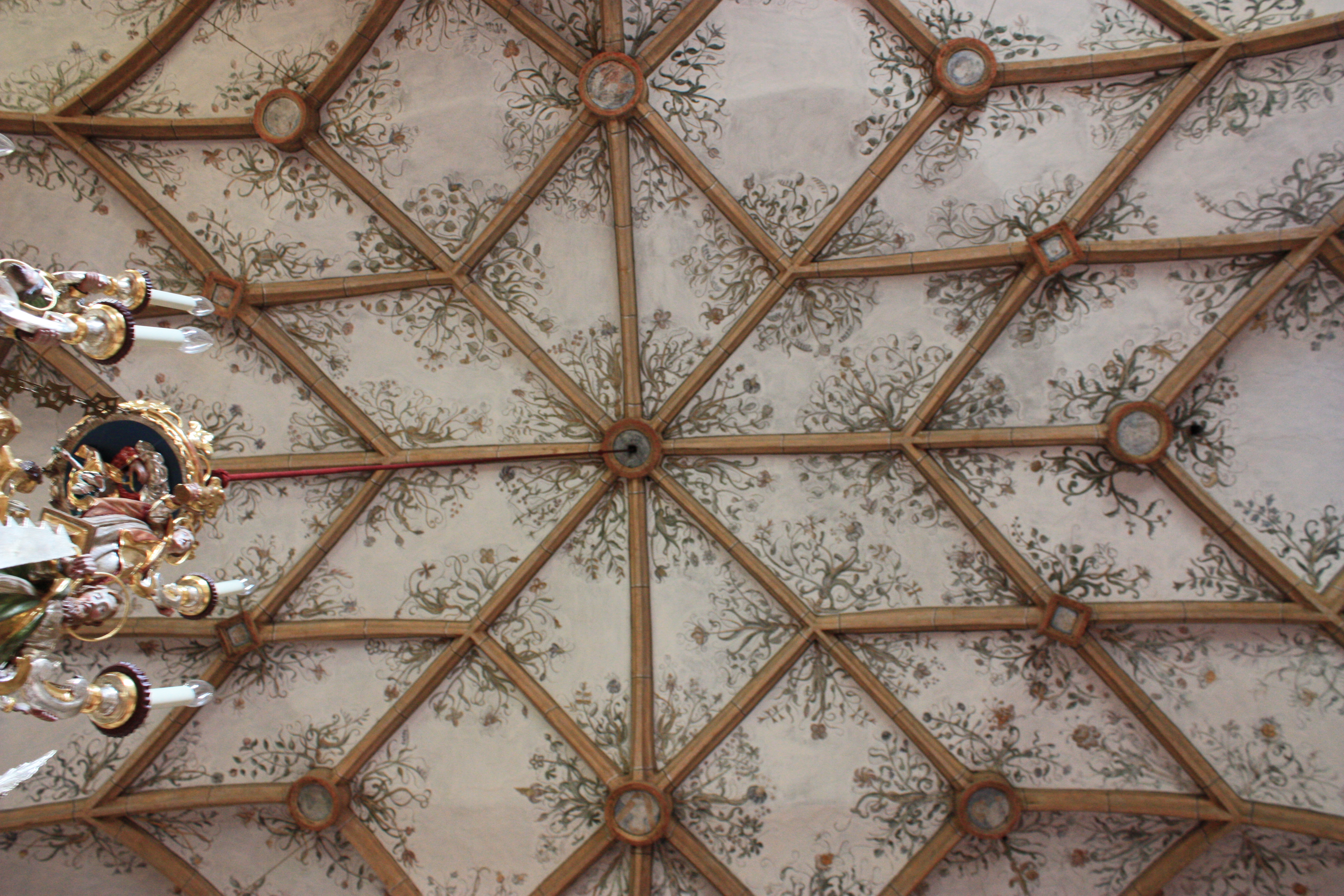
Gewölbe im Langhaus

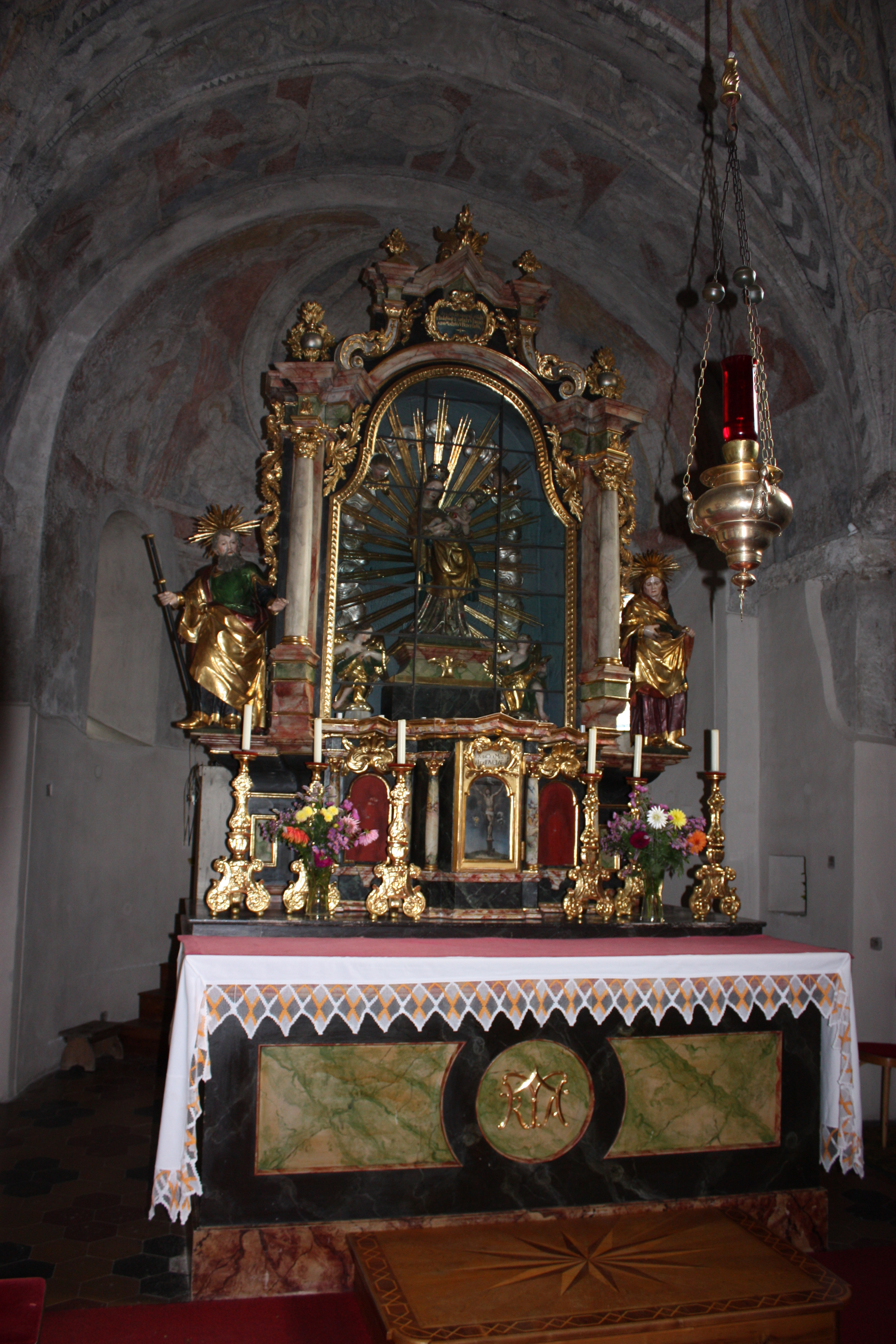
Hochaltar

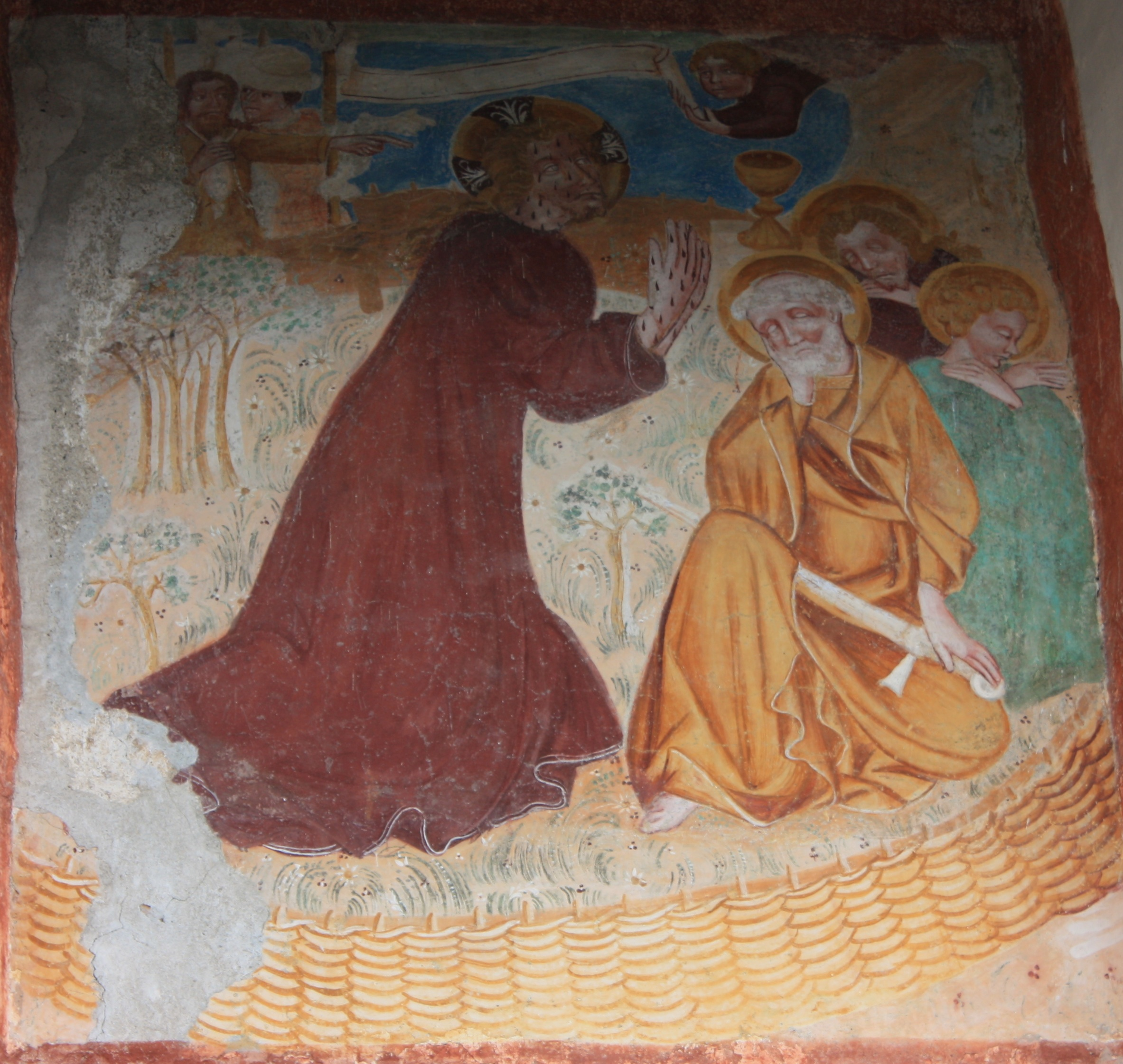
Karner: Christus am Ölberg

Die römisch-katholische Pfarrkirche Berg im Drautal ist Mariä Geburt geweiht. Sie steht nordwestlich über dem Ort Berg im Drautal und ist von einem Friedhof mit Karner umgeben. Von Südosten führt ein überdachter Stiegenaufgang zur Kirche. Zur Pfarre gehört auch die Filialkirche St. Athanasius.
Die 1267 erstmals erwähnte Kirche ist eine erzbischöflich-salzburgische Gründung, welche ehemals einen sehr großen Sprengel umfasste und eine reich dotierte Mensalpfarre des Salzburger Domkapitels war.

## Baubeschreibung
Die 1267 erstmals erwähnte Kirche ist ein spätromanischer Bau. In der zweiten Hälfte des 15. Jahrhunderts wurde sie zur Wehrkirche umgebaut, dabei wurden das Langhaus und der Turm verändert. Der Chor ist außen und innen in seiner spätromanischen Form erhalten. Er setzt sich aus einem Vorjoch und einer niedrigeren eingezogenen Halbkreisapsis mit einem Rundbogenfries zusammen.
Der am Schallgitterfenster mit 1501 bezeichnete Kirchturm steht an der Nordseite des Chores. Er weist im unteren Teil Mauerschlitze, darüber gekuppelte romanische Rundbogenfenster mit Mittelsäulchen und zuoberst spätgotische spitzbogige Schallfenster auf und wird von einem schlanken Spitzgiebelhelm bekrönt.
Das dreijochige Langhaus ist breiter und wesentlich höher als der Chor. Der Dachansatz ist an der hangseitigen Nordseite höher als an der Südseite. Von der Wehrkirche haben sich der Wehrgang im Dachboden sowie Schlüsselscharten und Senkschartenfenster an der Nordwand des Langhauses erhalten. An der Südseite wird das Langhaus von zweifach abgetreppte Strebepfeiler gestützt, an der Westseite von übereck gestellte Streben. Das Landhaus besitzt an der Südwand drei hohe Lanzettfenster. An der Südwand des Chores befindet sich ein rundbogiges, an der Südwand des Langhauses ein spitzbogiges profiliertes Seitenportal. Von der Nordseite führt ein barocker Zugang zur Orgelempore. Das romanische Stufenportal an der Westfassade hat ein Gewände aus Säulen mit Würfelkapitellen. Im Tympanon zeigt die Freskovorzeichnung vom Ende des 13. Jahrhunderts eine thronende Madonna mit Kind, links flankiert von einer gekrönten Märtyrerin und einer knienden männlichen Stifterfigur, rechts von einer heiligen Jungfrau und einer knienden Stifterin.
Rechts vom Westportal ist ein Fresko einer Kreuzigungsgruppe aus dem 14. Jahrhundert zu sehen. Das Christophorusfresko aus der ersten Hälfte des 15. Jahrhunderts an der Langhaussüdwand ist fragmentiert und beschädigt.
An der Westwand sind die Grabsteine des Joseph Ignatius Kastls (1733), des Ulrich Mayerls (1607), des Hans Gänslers (1589) und die Wappengrabplatte der Lucia von Ungnad-Weispriach (1444) angebracht. An der Südwand sind die Grabsteine des Malers und Bildhauers Jakob Kreißneggers (1817) und seines Sohnes Stephan (1877) zu finden.
Über dem dreijochigen Langhaus erhebt sich ein spätgotisches Sternrippengewölbe. Das Langhaus wird durch zwei achteckige Pfeiler in drei Schiffe unterteilt. Die beiden östlichen Joche sind mit einem einzigen Stern überwölbt, der früher aus einer Mittelstütze ruhte, die 1851 entfernt wurde. Das Gewölbe ist in den Zwickeln mit Blatt- und Blütenwerk vom Ende des 15. Jahrhunderts bemalt. Auf den unteren Schlusssteinen sind die Halbfiguren der zwölf Apostel, auf den kleineren quadratischen Schlusssteinen Wappen dargestellt. Die Rippen des Gewölbes enden in Konsolen bzw. in einem profilierten Wandpfeiler an der Südwand. Die dreiachsige spätgotische Orgelempore mit einer Rundbogenarkade im Mittelteil ist sternrippenunterwölbt. Die mechanische Schleiforgel wurde 1842 von Barthelmä Herbiger gefertigt.
Ein weit herabgezogener rundbogiger Triumphbogen verbindet das Langhaus mit dem Chor. Im Chor erhebt sich ein Kreuzgewölbe mit Bandrippen über Konsolen. Das Chorjoch und die gewölbte Apsis trennt ein breiter Gurtbogen. Während der Chor in der Apsis romanische Rundbogenfenster besitzt, ist das dreiteilige Rundbogenfenster mit Säulchen vor den trennenden Mauerstegen an der Chorsüdwand neuromanischen Ursprungs. Eine ein Portal mit geraden Sturz führt in die Sakristei im Turmerdgeschoß.

## Wandmalereien
Die sich jetzt an der Langhausnordseite angebrachte Vorzeichnung der Krönung Mariens vom Ende des 13. Jahrhunderts befand sich ursprünglich an der südlichen Triumphbogenwand hinter dem Seitenaltar. Sie wurde abgenommen und hierher übertragen.
Der Chor und die Apsis waren ursprünglich vollständig mit um 1300 entstandenen Malereien ausgestattet, die 1960–1965 freigelegt wurden. Im Chorquadrat sind im oberen Teil der Nord- und Südwand Fragmente einer Kindheitsgeschichte und der Passion Christi erhalten. So sind an der Nordseite der Judaskuss, die Geißelung und die Kreuztragung und an der Südseite ist die Geburt Christi, die Anbetung der Könige, die Auferstehung Christi sowie ein Standbild des heiligen Erasmus zu sehen.
Im Gewölbe ist das Lamm Gottes und die Evangelistensymbole wiedergegeben. Am Gurtbogen zwischen Chorquadrat und Apsis sind in stilisierten Arkaden acht Prophetenbüsten dargestellt. In der Apsiswölbung thront ein Pantokrator in einer Mandorla, die von zwei Cherubim flankiert wird. Zwischen den Apsisfenstern sind Reste der zwölf Aposteln zu erkennen.

## Einrichtung
Der Hochaltar wurde unter Verwendung älterer Teile zusammengesetzt. Die Steinmadonna vom Anfang des 15. Jahrhunderts in der Mittelnische wird von einer barocken Engelsgloriole umgeben. Diese Statue gilt als das qualitätsvollste Beispiel einer „Schönen Madonna“ in Kärnten und ist wahrscheinlich ein Werk eines Salzburger Künstlers. Die beiden Seitenfiguren der Heiligen Anna und Joachim wurden um 1740 von Hans Patterer geschaffen. Auf der Tür des aus St. Athanas stammenden Tabernakels ist eine Kreuzigung von Josef Ferdinand Fromiller dargestellt, die Seitenflügel geben die Apostel Petrus und Paulus wieder.
Auch die beiden Seitenaltäre wurden auf St. Athanas hierher transferiert. Der linke Säulenädikulaaltar vom Anfang des 18. Jahrhunderts trägt eine Herz-Jesu-Statue und zeigt im Oberbild den Heiligen Erasmus. Der rechte Seitenaltar mit einer zweigeschoßigen Ädikula über niedrigem Sockel wurde in der ersten Hälfte des 18. Jahrhunderts in der Kreißenegger-Werkstatt geschaffen. Die Mittelnische birgt eine geschnitzte Dreifaltigkeitsgruppe. Die Seitenfiguren zeigen Christus und Petrus bei der Schlüsselübergabe. Das Oberbild zeigt die heilige Helena mit dem aufgefundenen Kreuz und einen Bischof. Flankiert wird das Oberbild von den Statuen des heiligen Nikolaus und eines anderen Bischofs.
Die Kanzel wurde 1780 geschaffen. Auf Wulsten am Kanzelkorb sitzen die personifizierten Darstellungen der christlichen Tugenden Glaube, Liebe, Hoffnung. Auf den Reliefs zwischen den Statuen ist der Gute Hirte und die Steinigung des heiligen Stephanus dargestellt. Der Schalldeckel trägt die Statuen der vier Evangelisten und wird von der Figur des Mose mit den Gesetzestafeln bekrönt. An der Unterseite des Schalldeckels ist ein Auge Gottes angebracht.
Das Kruzifix über dem Triumphbogen wurde 1928 von Hans Breitegger im Stil der Spätgotik geschnitzt. Der geschnitzte Apostelluster stammt aus dem frühen 18. Jahrhundert, die Kreuzwegbilder aus dem Spätbarock. An der südlichen Langhauswand befinden sich die Grabsteine des Joseph von Sezenegg (1746) und des Georg Oswald von Mulleth (1685).

## Karner

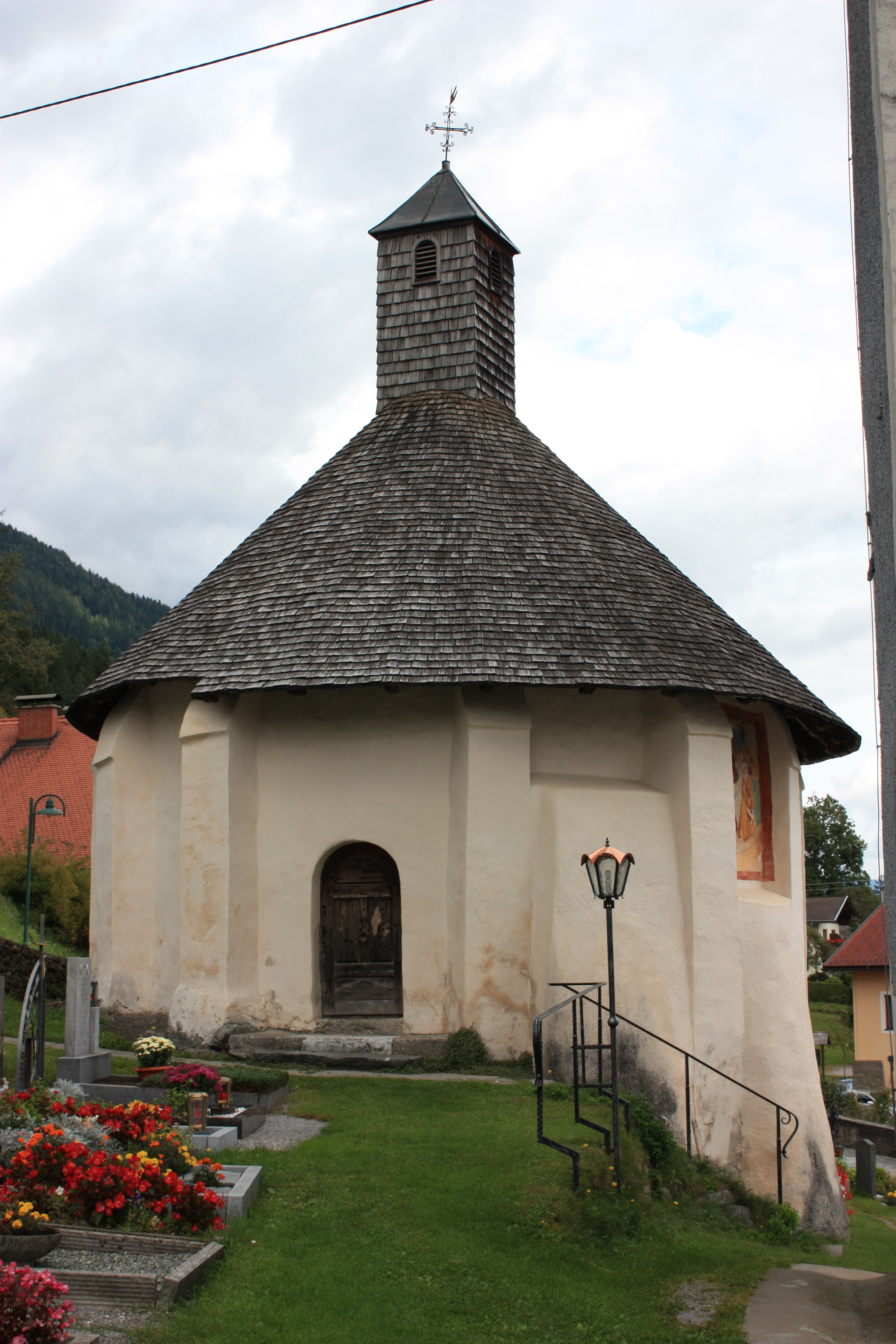
Der Karner

Der Karner steht nordöstlich neben der Kirche und ist dem heiligen Michael geweiht. Der zweigeschoßige romanische Bau mit Halbkreisapsis im Osten besitzt strebepfeilerartige Wandverstärkungen. Im Untergeschoß befindet sich das Beinhaus, im Obergeschoß die mit einem sechsteiligen Bandrippengewölbe ausgestattete Kapelle. Die Fresken zeigen starken Südtiroler Einfluss und sind mit 1428 bezeichnet. In der östlichen Gewölbekappe ist die Verkündigungsszene, in der westlichen Christus als Weltenrichter gemalt. In den restlichen Gewölbekappen sind die zwölf Aposteln ein Dreiergruppen dargestellt, darüber Engel mit den Leidenswerkzeugen. Den Abschluss bildet ein Schlussstein mit einem Lamm Gottes. An der Südwand ist unter dem Apostel Matthias der Erzengel Michael zu sehen. Das Wandbild an der Außenmauer zeigt Christus am Ölberg.